# 大井朝光
大井 朝光（おおい ともみつ）は、鎌倉時代の武将、信濃国大井城城主。甲斐源氏、信濃守小笠原長清の七男。信濃国大井氏の祖。

## 略歴
建久9年（1198年）、小笠原長清の七男として生まれる。母は上総権介平広常の娘。
建暦3年（1213年）5月、3代将軍源実朝は由利八郎惟平の子由利惟久が和田合戦に際し、北条義時について和田勢と戦いながら戦後「造意の企」ありとして、由利の所領を没収し乳母（養育係）の大弐局に与えた（『吾妻鏡』）。大弐局は源頼朝の側女であったと思われるが、子がなかったので甥の大井朝光を養子とし、出羽国由利郡の所領を継承した。
以後、由利郡には大井氏一族が地頭代として移住し、由利十二頭に称せられる、仁賀保氏、矢島氏などの祖となった。それ故、由利郡には、矢島、根々井、長土呂、平塚、沓沢、軽井沢など佐久郡と共通する沢山の地名が存在する。
建保4年（1216年）、相模川に赴いた将軍実朝に供奉し供の列に加わり、後に度々従った。
承久元年（1219年）正月27日、実朝が鶴岡八幡宮に拝賀参詣した時、道中の随兵となった（この日、実朝は公暁に暗殺された）。7月、4代将軍藤原頼経に拝謁した。
承久3年（1221年）5月、朝光は承久の乱で幕府軍に従って、小笠原長清父子らと甲斐・信濃の軍勢五万を率いて東山道より上洛し、宇治川の合戦で功を挙げ、戦後、その功により大井荘を賜ったとされる。大井荘は信濃国佐久郡岩村田を中心とする地であり八条院領であった。『尊卑分脈』によれば小笠原長清の子時長が伴野時長を名乗り、弟の朝光が大井氏を称し「信濃国大井知行」したと記している。大井荘は12郷24邑（岩村田、耳取、岩尾、与良、塚原、根々井、大諸、小諸、平原、平尾、小田井、沓掛、森山、安原、長土呂、追分、塩名田、柏木、大沼、塩野、和田、和志、大室、百澤）に分かれ、小笠原長清から引き継いで大井荘地頭となった朝光は岩村田郷に大井城を築いた。
承久の乱後、長清が阿波国守護になったのを契機に阿波へ移り、その嫡流がそのまま長経、長房と続いた。佐久地方は、長経の弟時長が伴野荘で、朝光が大井荘で勢力を伸ばし分立した。
大井朝光は承久の乱の勲功として伊賀国の虎武保（とらたけほう）の地頭職に任じられている。北条政子は承久元年（1219年）、次男の源実朝の菩提を弔うため、紀伊国高野山の禅定院を改築し金剛三昧院として寄進し、実朝の遺骨を納めた。以後将軍家の菩提寺として保護された。大弐局が、この金剛三昧院に実朝の供養塔一其を寄進した。
朝光は嘉禄元年（1225年）、28歳で死去したと記す書（『四鄰譚藪』、『岩尾家譜』）がある一方で、史実としては宝治2年（1248年）4月6日、虎武保地頭職を金剛三昧院に寄進することで、実朝の供養をしており、その寄進状の付箋には「朝光、大井太郎と云う、信濃国大井知行」とあるため、朝光が生存していた事はほぼ間違いない。
建武元年（1334年）10月5日付けで、金剛三昧院長老証道に宛てられた後醍醐天皇の綸旨（三味院文書）には、院領の一つとして伊賀国虎武保が明記されているが、現在「虎武保」の地は特定されていない。また、小笠原七郎なるものが宝治合戦で三浦泰村に与し、逐電したことが『吾妻鏡』に見えるが、朝光のことを指すかは不明。